# 小川直也
小川直也（1968年3月31日—），日本東京都杉並區出身，是日本的重量級職業摔角選手，別號「暴走王」。原本為柔道選手，曾經七度拿下全日本柔道冠軍，並在1992年巴塞隆納奧運奪得柔道銀牌。1997年自柔道界退休後，即接受安東尼奧·豬木的邀請，轉至職業摔角界，首戰對手為已故新日本職業摔角選手橋本真也。現今已從格鬥界退休，轉作經營道場及演員。

## 音樂
2005年：Keroro軍曹第二季片尾曲勝手に侵略者與岩佐真悠子合唱

## 廣告
2011年：  豐田汽車公司——《哆啦A梦》真人版廣告 飾演30歲的剛田武

## 電視劇
2015年12月14日：《永遠在一起 大山羨代的故事》 飾演立壁和也（たてかべ和也）（大山羨代版《哆啦A梦》剛田武聲優）